# ساسون جاباي

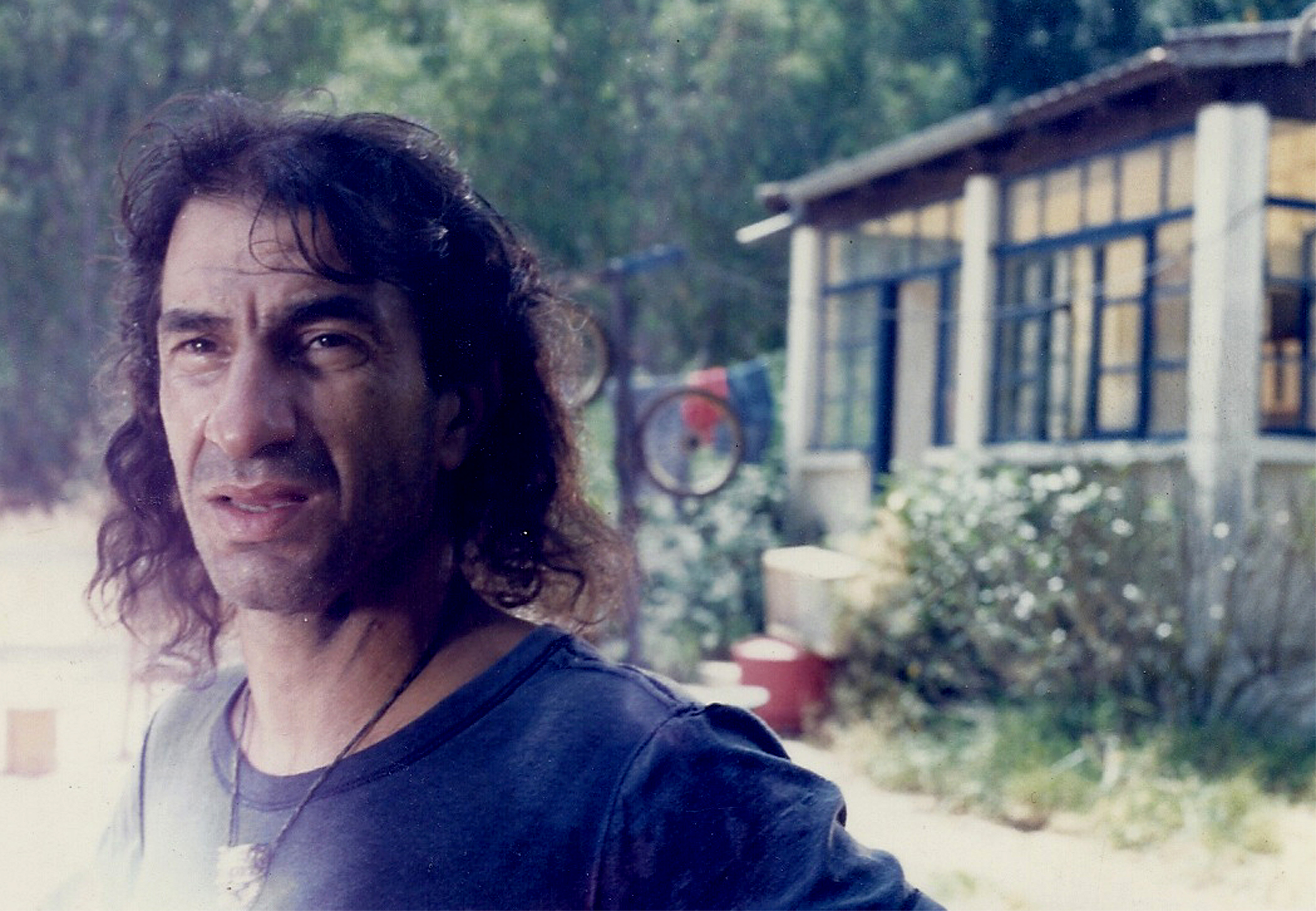
ساسون چاباي في أحد مشاركاته بالفيلم سنة 1991م.

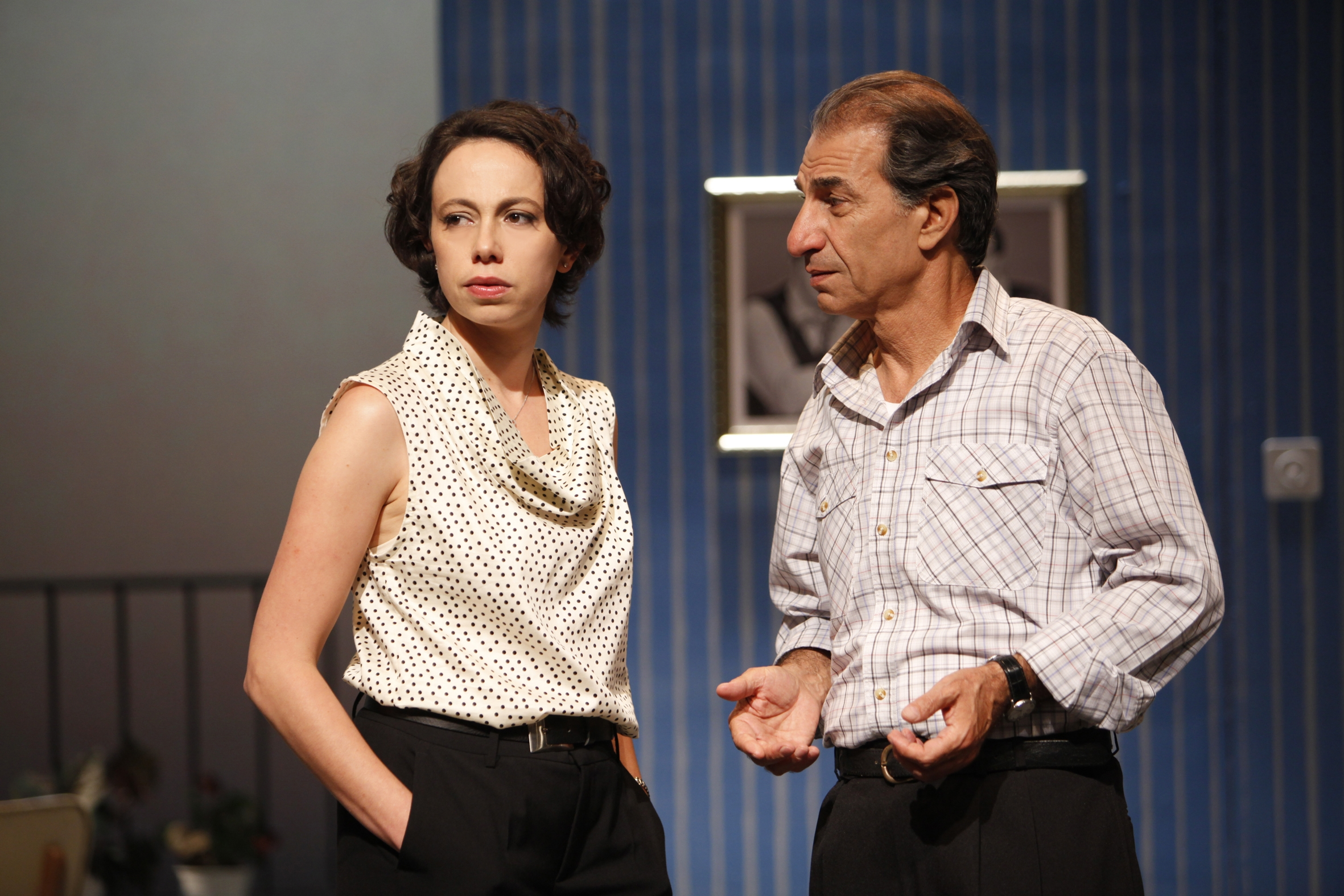
ساسون عام 2000م.

ساسون جاباي (بالعبرية:ששון גבאי) ممثل إسرائيلي من أصل عراقي وولد عام 1947 في بغداد. مثل في فيلم اللقاء الأخير.

## وصلات خارجية
- ساسون جاباي على موقع IMDb (الإنجليزية)
- ساسون جاباي على موقع قاعدة بيانات الأفلام العربية
- ساسون جاباي على موقع ألو سيني (الفرنسية)
- ساسون جاباي على موقع ميوزك برينز (الإنجليزية)
- ساسون جاباي على موقع أول موفي (الإنجليزية)
- ساسون جاباي على موقع قاعدة بيانات الأفلام السويدية (السويدية)
- ساسون جاباي على موقع قاعدة بيانات الفيلم (الإنجليزية)
- ساسون جاباي على موقع كينوبويسك (الروسية)